# Un ut de poitrine
Un ut de poitrine est un vaudeville en 1 acte d'Eugène Labiche, représenté pour la 1re fois à Paris au Théâtre du Palais-Royal le 2 mai 1853.
- Collaborateur Auguste Lefranc.
- Editions Michel Lévy frères.

## Distribution
| Acteurs et actrices ayant créé les rôles           |                    |
| Personnage                                         | Acteur ou actrice  |
| Roussin, badigeonneur                              | Hyacinthe          |
| Fridolin, entrepreneur de ténors                   | Grassot puis Amant |
| Panichot, associé et bailleur de fonds de Fridolin | Lhéritier          |
| Verjus, domestique de la société                   | M. Michel          |
| Mme Fridolin                                       | Mme Juliette       |
| Bobinette, blanchisseuse                           | Cécile Azimont     |